# Microregione di Baixa Verde
Baixa Verde è una microregione dello Stato del Rio Grande do Norte in Brasile, appartenente alla mesoregione di Agreste Potiguar.

## Comuni
Comprende 5 comuni:
- Bento Fernandes
- Jandaíra
- João Câmara
- Parazinho
- Poço Branco